# Piranthus
Piranthus Thorell, 1895 è un genere di ragni appartenente alla famiglia Salticidae.

## Caratteristiche
Le femmine raggiungono anche i 9 millimetri di bodylenght (lunghezza del corpo escluse le zampe). Il colore prevalente è il nero con alcune piccole protuberanze bianche ai lati del cefalotorace; ha una striscia intermedia scura posta internamente ad una striscia centrale più chiara che intercorre lungo tutto l'opistosoma.
I pedipalpi femminili sono bianco-giallastri e le zampe sono di colore bruno-rossastro, con anulazioni chiare, e di struttura breve e tozza, in particolare il primo paio è molto robusto.

## Distribuzione
Delle due specie oggi note di questo genere una è endemica dell'India e una del Myanmar.

## Tassonomia
L'aracnologo Simon ha messo questo genere in stretta correlazione con Padilla.
A dicembre 2010, si compone di due specie:
- Piranthus casteti Simon, 1900 — India
- Piranthus decorus Thorell, 1895[3] — Birmania